# 黑尔县 (得克萨斯州)
黑爾縣（英語：Hale County）是美国德克萨斯州中部和東部過渡地帶的一個郡，面積2,602平方公里。根據2020年美國人口普查，共有人口32,522人，其中白人占66.77%、非裔美国人占5.79%，拉美裔人佔47.90%。縣治普萊恩維尤（Plainview）。該縣成立於1876年，縣政府成立於1888年，縣名紀念聖哈辛托之役英雄John C. Hale中尉。
本縣為一禁酒的縣。